# Lichtenegg (Birgland)
Lichtenegg ist ein Gemeindeteil von Birgland im Landkreis Amberg-Sulzbach in der Oberpfalz in Bayern.

## Lage
Lichtenegg liegt im nordwestlichen Bereich der Gemeinde. Östlich von Lichtenegg liegt der Gemeindeteil Tannlohe (Birgland), westlich Guntesrieth (Pommelsbrunn, Mittelfranken), nordwestlich  Haunritz (Weigendorf), nordöstlich  Högen (Weigendorf) und südlich Fürnried (Birgland).

## Geschichte
In den 1720er Jahren erbaute Johann Philipp Jakob von Preysing unterhalb der Burg Lichtenegg im heutigen Dorf ein Herrenhaus und fünf Häuschen für seine Untertanen. Deshalb kann er als der Gründer des Ortes Lichtenegg betrachtet werden. 1715 verkaufte ihn der Letzte von Preysing auf Lichtenegg Johann Georg Lichtenegg an den Landesfürsten in Sulzbach, Herzog Theodor. 1730 erwarb Freiherr Johann Friedrich von Wurmrauscher Lichtenegg. Ab 1755 übernahm der Fürst von Sulzbach Lichtenegg. Regiert wurde Lichtenegg von da an durch die landesfürstlichen Beamten in Sulzbach und Amberg (später Regensburg). Die herrschaftlichen Gebäude im Dorfe, den so genannten Schlosshof mit Herrenhaus erwarben die Bauern Scharrer und Mörtel. Der Burgberg mit der Ruine ging in das Eigentum der Ortsgemeinde und später in den Besitz der Gemeinde Birgland über.
Lichtenegg wurde 1972 als Gemeindeteil der Altgemeinde Fürnried in die Gemeinde Birgland eingemeindet.

## Burgruine Lichtenegg
Siehe: Burgruine Lichtenegg (Birgland)